# Robert Skidelsky
Robert Jacob Alexander Skidelsky, Baron Skidelsky född 25 april 1939 i Harbin i Kina, är en brittisk nationalekonom av ryskt ursprung. Han är troligen mest känd som författare till en tre volymers biografi över John Maynard Keynes. Skidelsky läste historia vid Jesus College, Oxford. Han är professor i politisk ekonomi vid University of Warwick i England. Den 15 juli 1991 erhöll han en icke-ärftlig pärsvärdighet som Baron Skidelsky av Tilton i East Sussex, och sitter på detta mandat i Brittiska överhuset.

## Biografi
Robert Skidelskys far arbetade i familjeföretaget L.S. Skidelsky som hyrde kolgruvan Mulin från den kinesiska staten. När krig bröt ut mellan England och Japan i december 1941 internerades Robert och hans föräldrar, först i Manchuriet, sedan Japan och till slut släpptes de i utbyte mot japanska fångar i England. Han återvände till Kina tillsammans med sina föräldrar 1947 där de bodde i Tianjin i lite mer än ett år. De flydde till Hongkong strax innan kommunisterna övertog staden.
Från 1953 till 1958 studerade han vid Brighton College. Han fortsatte därefter med att läsa historia vid Jesus College, Oxford. 1961 till 1969 studerade han vid Nuffield College, Oxford. 1967 gav han ut sin första bok, Politicians and the Slump, som baserade sig på hans doktorsavhandling.
Skidelsky gifte sig med Augusta Mary Clarissa Hope 1970 och de har två söner.

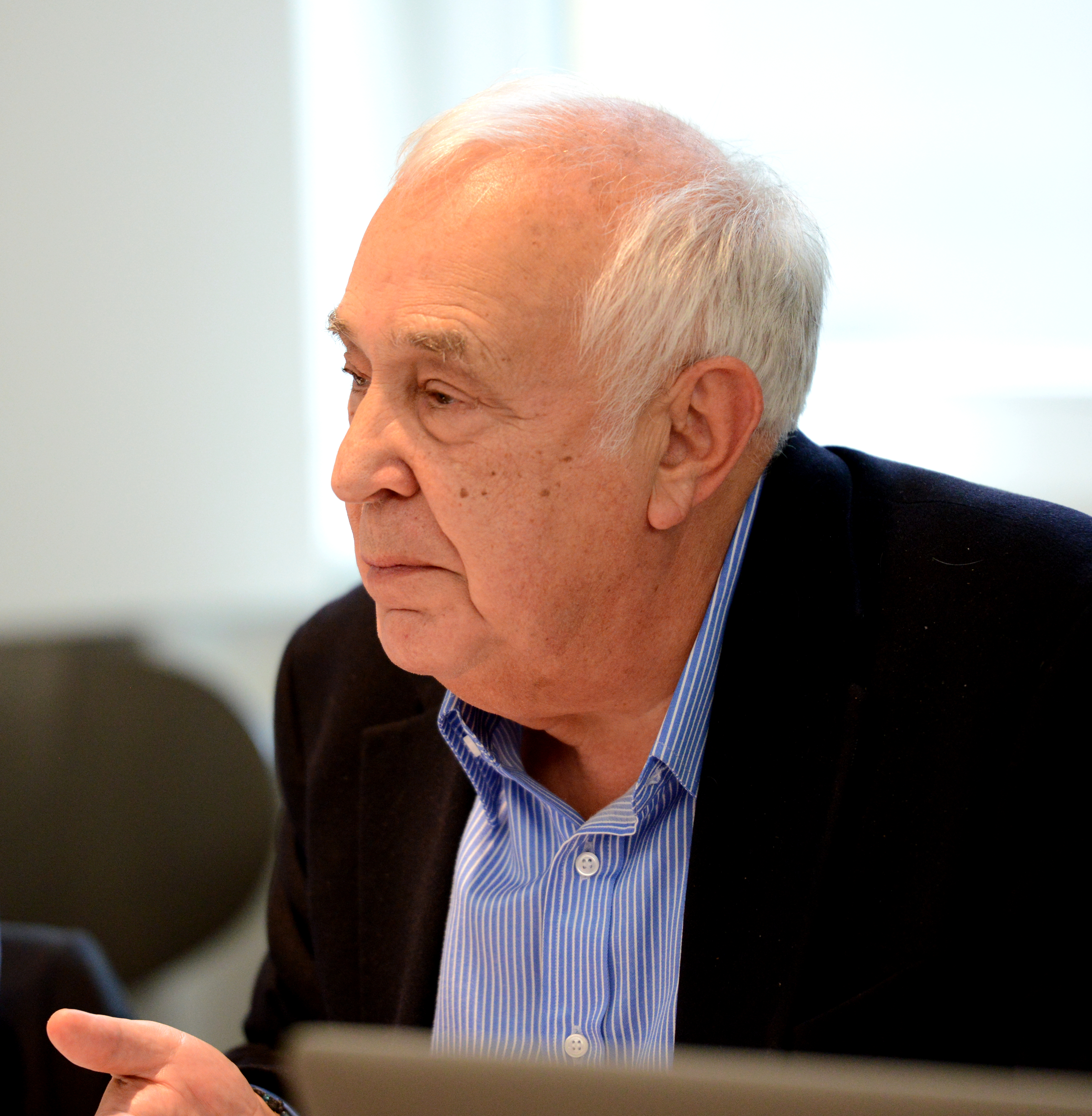
Baron Skidelsky, 2014.

## Karriär
1970 blev Skidelsky professor i historia vid School of Advanced International Studies, Johns Hopkins University. Mellan åren 1976 till 1978 var han professor i historia och filosofi vid Polytechnic of North London och 1978 blev han professor i international Studies vid University of Warwick.
Skidelsky har varit medlem i ett flertal politiska partier: från början var han medlem av Labour, sedan övergick han till att bli medlem i SDP där han var medlem fram till 1992. 1991 blev han life peer och 1992 blev han konservativ. Han var oppositionens talesman, först för kultur, senare för finansfrågor (1997–1999). 2001 lämnade han det konservativa partiet. Han var ordförande för Social Market Foundation mellan 1991 och 2001.
Han sitter i olika styrelser för fonder och företag, bland annat i fonden Janus Capital sedan 2003, hedgefonden Greater Europe Fund sedan 2005, det ryska telekommunikationsföretaget Sistema sedan 2008.